# Barbara Krause (Politikwissenschaftlerin)
Barbara Krause (* 1945) ist eine deutsche Politikwissenschaftlerin und Hochschullehrerin.

## Leben und Wirken
Barbara Krause studierte von 1964 bis 1969 Politikwissenschaft, Geschichte und Germanistik in Freiburg und Wien und schloss ihr Studium mit dem ersten Staatsexamen ab. 1970/71 war sie als Referentin für politische Bildung tätig. 1973 wurde sie zum Dr. phil. promoviert.
Von 1972 bis 1978 war sie hauptamtliche Bundesvorsitzende des Bundes der Deutschen Katholischen Jugend (BDKJ). Sie arbeitete als Referentin in der Erwachsenenbildung mit Schwerpunkt Frauenarbeit sowie in der Redaktion von Bildungsmaterialien insbesondere bei Misereor.
In den Jahren 1978 bis 1997 hatte sie verschiedene Lehraufträge an der Katholischen Fachhochschule Nordrhein-Westfalen inne. Von 1997 bis zu ihrer Emeritierung 2010 war sie Professorin für Politikwissenschaften an der Katholischen Hochschule Nordrhein-Westfalen in Aachen.
Ihre Forschungsschwerpunkte liegen im Bereich Sozialer Arbeit mit Gender und Migration sowie Integration.
Krause war Mitglied des Zentralkomitees der deutschen Katholiken, stellvertretende Vorsitzende der Deutschen Kommission Justitia et Pax, Vorstandsmitglied des Diözesan-Caritas-Verbandes Aachen und Mitglied der Unterkommission für die Wissenschaftliche Arbeitsgruppe der Kommission X – Weltkirchliche Aufgaben – der Deutschen Bischofskonferenz sowie weiterer 1-Welt-bezogener Organisationen und ist ehrenamtlich weiterhin in der Ackermann-Gemeinde (deutsch-tschechische Themen) und sozialen Aktivitäten vor Ort tätig.

## Schriften
- Klerus und Politik in Böhmen um 1900. München 1974.
- Part-time-Studium für Frauen mit Familientätigkeit – Hochschulentwicklung antwortet auf gesellschaftlichen Wandel. In: Das Hochschulwesen. 49. Jahrgang, Heft 1, 2001, S. 28–33.
- mit R. Krockauer und A. Reiners: Soziales und gerechtes Europa  Von der Wirtschafts- zur Sozialunion? Lambertus, Freiburg 2001.
- Abschlussbericht des Forschungsprojektes: Migrantinnen und Gesundheitssystem. Aachen 2002 (Ms.)
- Migrantinnen und Gesundheitssystem – Anwendungsorientierte Forschung mit regionaler Fokussierung. Lit, Münster 2002, KFH NW Jahrbuch 2002.
- Soziale und kulturelle Integration in der Euregio Maas-Rhein. Zur Situation in der Regio Aachen. 2004 (Ms.)
- Gemeindeanalyse und Selbsthilfe. Pionierinnen der Lebensweltorientierung caritativer Arbeit in den Dreißigerjahren des 20. Jahrhunderts. In: B. Hasenjürgen, C. Rohleder (Hrsg.): Geschlecht im sozialen Kontext. Perspektiven für die soziale Arbeit. Opladen 2005.
- Pionierinnen sozialraumorientierter Caritasarbeit. Frauen aus dem Institut für Caritaswissenschaft und die Dorfcaritaskurse in den 30er Jahren des 20. Jahrhunderts. In: Birgit Jeggle-Merz, Angela Kaupp, Ursula Nothelle-Wildfeuer (Hrsg.): Frauen bewegen Theologie. Leipzig 2007.